# Nephelin
Nephelin (auch Eläolith oder Fettstein) ist ein häufig vorkommendes Mineral aus der Mineralklasse der „Silikate und Germanate“ mit der chemischen Zusammensetzung KNa3[AlSiO4]4 und damit chemisch gesehen ein Kalium-Natrium-Alumosilikat. Strukturell gehört Nephelin zu den Gerüstsilikaten (Tektosilikaten).
Nephelin kristallisiert im hexagonalen Kristallsystem und entwickelt meist grobkristalline, sechs- bis zwölfseitige Prismen bis etwa 10 cm Größe mit einem glas- bis fettähnlichen Glanz auf den Oberflächen. In reiner Form ist Nephelin farblos und durchsichtig. Durch vielfache Lichtbrechung aufgrund von Gitterfehlern oder polykristalliner Ausbildung kann er aber auch durchscheinend bis nahezu undurchsichtig weiß sein und durch Fremdbeimengungen (Fremdatome in der Verbindung oder mechanische Einlagerungen) eine graue, gelbliche, rotbraune bis blaugrüne und andere Farben annehmen. Seine Strichfarbe ist allerdings immer weiß.
Das Mineral gehört zur Gruppe der Foide, was bedeutet, dass es verwandt mit den Alkali-Feldspäten ist, aber arm an Siliciumdioxid (SiO2).

## Etymologie und Geschichte

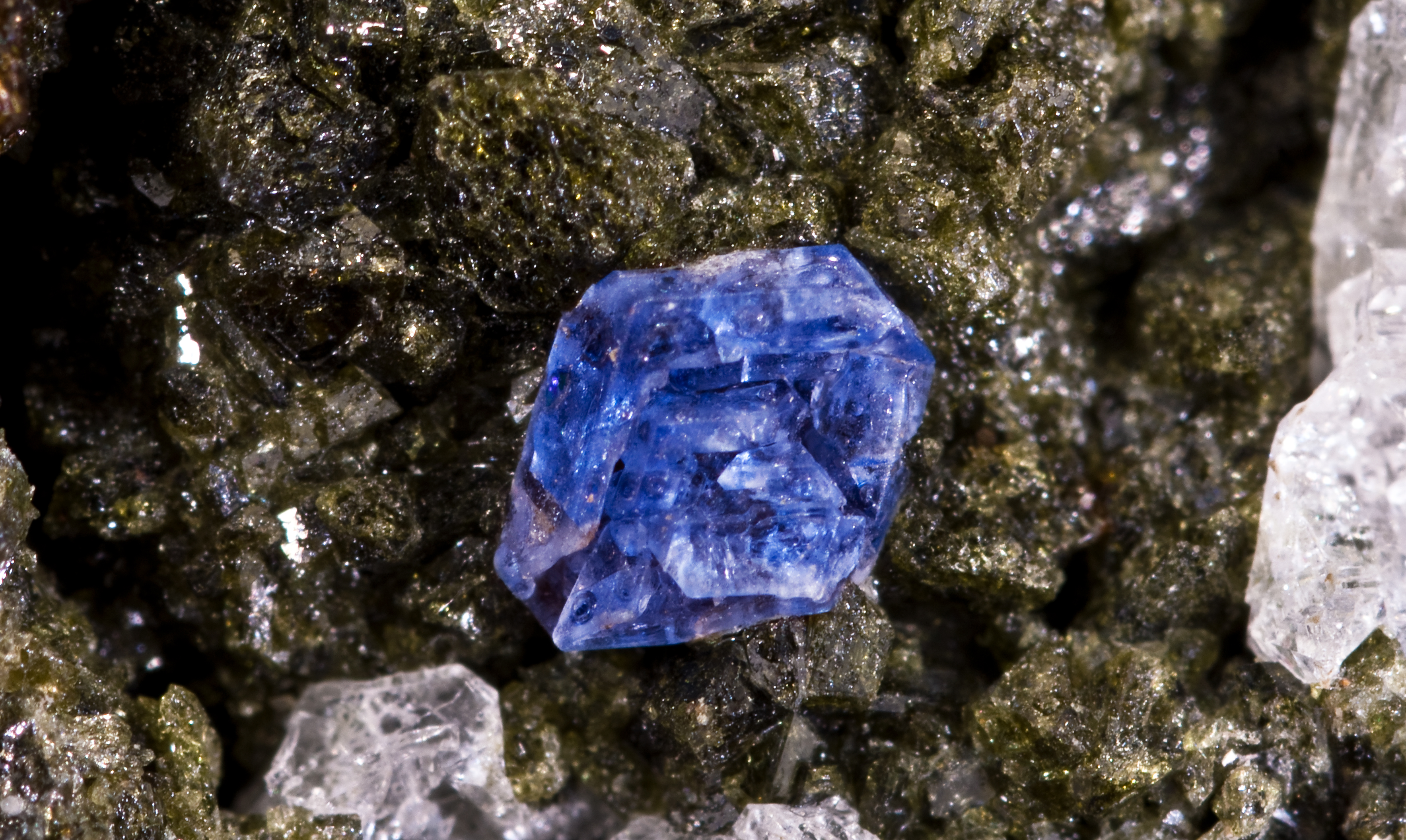
Haüyn (blau) mit Nephelin (farblos unten und rechts) auf Augit (dunkelgrün) aus dem Steinbruch San Vito, Ercolano, Monte Somma
(Größe des Haüynkristalls 2 mm)

Erstmals entdeckt wurde Nephelin am Monte Somma, einem Bergrücken des Somma-Vesuv-Vulkankomplexes in der südwestitalienischen Region Kampanien. Die Erstbeschreibung erfolgte 1801 durch René-Just Haüy, der das Mineral nach dem griechischen Wort νεφέλη Nephele für „Wolke“ benannte. Der Name bezieht sich auf die Eigenschaft des Minerals, bei der Zersetzung in starken Säuren sich niederschlagende Kieselsäurewolken zu bilden.
Das Typmaterial des Minerals wird in der historischen Sammlung von Haüy im Muséum national d’histoire naturelle in Paris (Frankreich) aufbewahrt. Die genaue Sammlungs-Nummer der Probe ist nicht bekannt und wird daher im Typmineralkatalog der International Mineralogical Association (IMA) mit H??48 angegeben.

## Klassifikation
Bereits in der veralteten 8. Auflage der Mineralsystematik nach Strunz gehörte der Nephelin zur Mineralklasse der „Silikate und Germanate“ und dort zur Abteilung der „Gerüstsilikate (Tektosilikate)“, wo er zusammen mit Kaliophilit die „Nephelin-Kaliophilit-Gruppe“ mit der System-Nr. VIII/F.01 und den weiteren Mitgliedern Chkalovit, Kalsilit und Trikalsilit sowie im Anhang mit Bikitait und Petalit bildete.
Im zuletzt 2018 überarbeiteten und aktualisierten Lapis-Mineralienverzeichnis nach Stefan Weiß, das sich aus Rücksicht auf private Sammler und institutionelle Sammlungen noch nach dieser alten Form der Systematik von Karl Hugo Strunz richtet, erhielt das Mineral die System- und Mineral-Nr. VIII/J.02-10. In der „Lapis-Systematik“ entspricht dies ebenfalls der Abteilung „Gerüstsilikate“, wobei in den Gruppen VIII/J.01 bis 08 die Gerüstsilikate ohne tetraederfremde Anionen einsortiert sind. Nephelin bildet hier zusammen mit Davidsmithit, Malinkoit, Kaliophilit, Kalsilit, Megakalsilit, Panunzit, Trikalsilit, Trinephelin und Yoshiokait eine eigenständige, aber unbenannte Gruppe.
Die seit 2001 gültige und von der IMA bis 2009 aktualisierte 9. Auflage der Strunz’schen Mineralsystematik ordnet den Nephelin in die bereits feiner unterteilte Abteilung der „Gerüstsilikate (Tektosilikate) ohne zeolithisches H2O“ ein. Diese ist zudem weiter unterteilt nach der möglichen Anwesenheit weiterer Anionen, so dass das Mineral entsprechend seiner Zusammensetzung in der Unterabteilung der „Gerüstsilikate (Tektosilikate) ohne zusätzliche Anionen“ zu finden ist, wo es als alleiniger Namensgeber die „Nephelingruppe“ mit der System-Nr. 9.FA.05 und den weiteren Mitgliedern Kaliophilit, Kalsilit, Megakalsilit, Panunzit, Trikalsilit und Yoshiokait bildet.
Auch die vorwiegend im englischen Sprachraum gebräuchliche Systematik der Minerale nach Dana ordnet den Nephelin in die Klasse der „Silikate“, dort allerdings in die Abteilung der „Gerüstsilikate mit Al-Si-Gitter“ ein. Hier ist er ebenfalls als Namensgeber der „Nephelingruppe“ mit der System-Nr. 76.02.01 innerhalb der Unterabteilung „Gerüstsilikate: Al-Si-Gitter, Feldspatvertreter und verwandte Arten“ zu finden.

## Kristallstruktur
Nephelin kristallisiert hexagonal in der Raumgruppe P63 (Raumgruppen-Nr. 173) mit den Gitterparametern a = 9,99 Å und c = 8,38 Å sowie 8 Formeleinheiten pro Elementarzelle.

## Eigenschaften
Nephelin ist schwer von Quarz zu unterscheiden, zersetzt sich allerdings im Gegensatz zu diesem in starken Säuren wie Salzsäure, wobei sich die entstehende Kieselsäure wolkenartig niederschlägt.
Im Dünnschliff ist Nephelin aufgrund seiner geringen Licht- und Doppelbrechung (maximal graue Interferenzfarben unter gekreuzten Polarisatoren) wenig auffällig. Tritt er – wie häufig in vulkanischen Gesteinen – als letzte kristallisierte Phase in Zwickelfüllungen auf, kann er leicht mit Glas oder anderen niedrigbrechenden Mineralen (insbesondere Analcim) verwechselt werden. Wird der Dünnschliff aber mit Salzsäure angeätzt, scheidet sich auf Nephelin Kieselsäure in gelatinöser Form ab, die anschließend mit einem geeigneten Farbstoff (Methylenblau oder Brillantgrün) angefärbt werden kann. Feldspäte, Analcim oder Leucit bleiben bei diesem Verfahren ungefärbt. Idiomorphe Nephelinkristalle zeigen meist rechteckige oder sechseckige Querschnitte.
Nephelin kann Mischkristalle mit Albit bilden, wobei der Gehalt an Albit bis zu 30 Mol-% erreichen kann. Häufig ist der Albitgehalt dabei fleckig oder zonar im Nephelin verteilt und verändert dabei die Doppelbrechung. Der Kristall erscheint dann an diesen Stellen unter gekreuzten Polarisatoren stärker doppelbrechend.

## Bildung und Fundorte

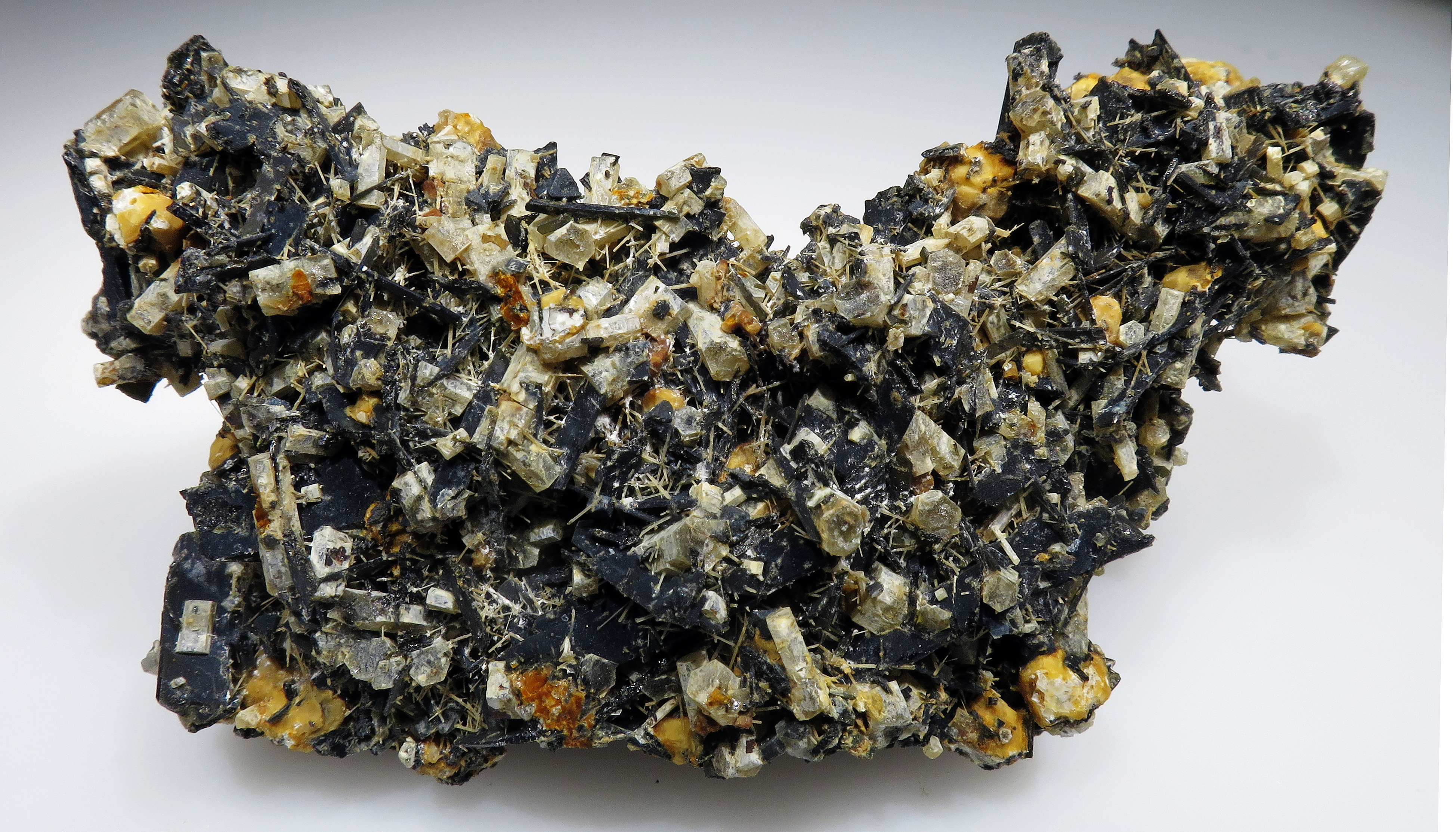
Längliche weiße Nephelin-Kristalle mit grünschwarzem Pyroxen (wahrscheinlich Augit oder Klinopyroxen) und nadeligem Apatit, mit wenig Leucit (gelb) und Melilith (dunkler rotbraun) aus dem Steinbruch Löhley, Üdersdorf, Vulkaneifel, Rheinland-Pfalz
Größe: 55 mm × 30 mm × 18 mm

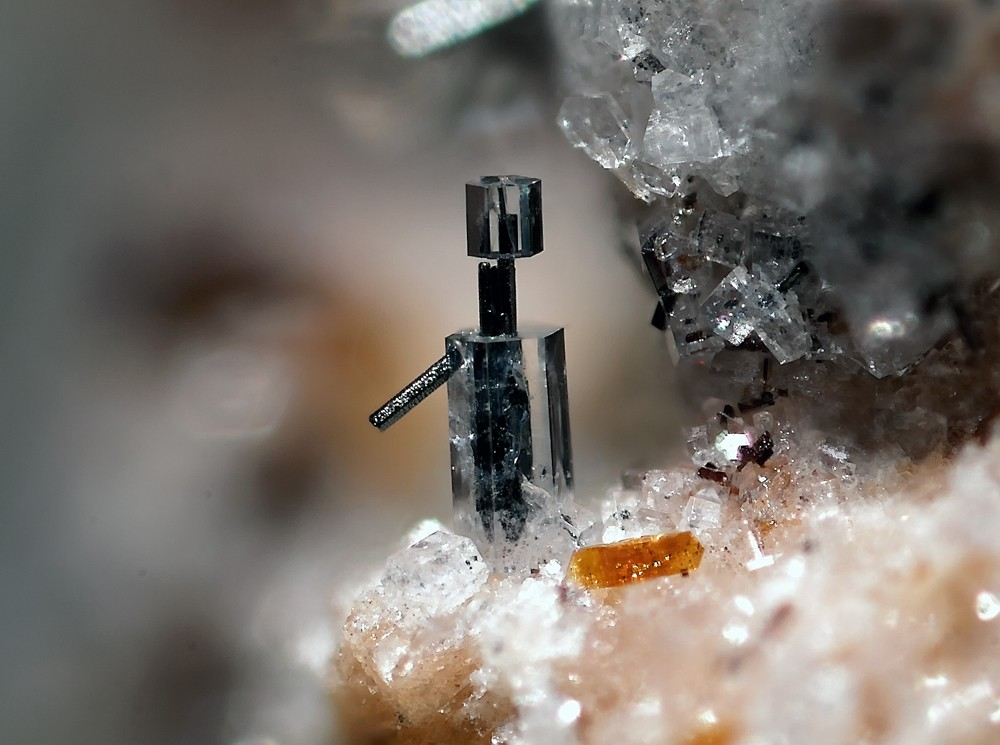
Nephelin um Hämatit herumgewachsen vom Wannenköpfe, Ochtendung, Eifel, Deutschland (Bildgröße: 2 mm)

Nephelin bildet sich magmatisch in alkalischen Gesteinen wie Foidsyenit und entsprechenden Pegmatiten, daneben in Basalt oder Basanit. In metamorphen Gesteinen tritt er in manchen Gneisen auf. Wichtige Vorkommen sind zudem metasomatisch veränderte Kontaktgesteine (Fenite) in der Umgebung alkalischer Intrusionen. Er ist zusammen mit Leucit und anderen Foiden ein wichtiges gesteinsbildendes Mineral. Als weitere Begleitminerale treten unter anderem Alkalifeldspat und Plagioklase, Natrium-Pyroxene und -Amphibole sowie Olivine auf. Dagegen schließt die Anwesenheit von Quarz die Anwesenheit von Nephelin aus.
Als häufige Mineralbildung ist Nephelin an vielen Orten anzutreffen. Weltweit sind bisher rund 1500 Fundstätten dokumentiert (Stand: 2022). Neben seiner Typlokalität Monte Somma wurde das Mineral in Italien noch am Vesuv und am Roccamonfina (Provinz Caserta) in Kampanien, in der Grotta del Cervo (Provinz L’Aquila) in den Abruzzen, an mehreren Orten in Latium, bei Lesina in Apulien, am Monte Ferru auf Sardinien, auf Linosa (Sizilien) und bei San Venanzo in Umbrien gefunden.
In Deutschland fand sich Nephelin unter anderem im Schwarzwald, Hegau und Odenwald in Baden-Württemberg, im Frankenland und der Oberpfalz in Bayern, bei Fulda und Hofgeismar sowie an verschiedenen Orten im Vogelsberg in Hessen, bei Güntersen am Backenberg in Niedersachsen, an vielen Orten der Eifel in Rheinland-Pfalz, bei Löbau in Sachsen, bei Eckernförde und Kiel in Schleswig-Holstein sowie bei Meiningen und im Thüringer Wald in Thüringen.
In Österreich trat Nephelin am Pauliberg im Burgenland sowie bei Bad Gleichenberg, im Basaltsteinbruch Klöch und bei Mühldorf bei Feldbach in der Steiermark auf. An Schweizer Fundorten sind bisher nur Ramsen SH und Centovalli bekannt.
Erwähnenswert aufgrund außergewöhnlicher Nephelinfunde ist unter anderem Davis Hill bei Bancroft (Ontario) in Kanada, wo Kristalle von bis zu 70 cm Länge entdeckt wurden. Zwar nur 3,5 cm lange, dafür aber vollkommen ausgebildete Kristalle kennt man vom Mont Saint-Hilaire in der kanadischen Provinz Québec.
Weitere Fundorte sind Afghanistan, Angola, mehrere Fundpunkte in der Ostantarktis, Argentinien, Armenien, Aserbaidschan, Australien, Bolivien, Brasilien, Chile, China, Demokratische Republik Kongo (Zaire), Ecuador, Finnland, Frankreich, Grönland, Guatemala, Guinea, Indien, Japan, Kamerun, Kanada, Kasachstan, Kenia, Kirgisistan, Kolumbien, Korea, Libyen, Madagaskar, Malawi, Mali, Marokko, Mexiko, Mongolei, Myanmar (Burma), Namibia, Neuseeland, Norwegen, Paraguay, Peru, Polen, Portugal, Rumänien, Russland, Schweden, Slowakei, Somaliland, Spanien, Südafrika, Tadschikistan, Tansania, Tschechien, Uganda, die Ukraine, Ungarn, Usbekistan, das Vereinigte Königreich, die Vereinigten Staaten von Amerika (USA) und die Zentralafrikanische Republik.
Auch in Gesteinsproben vom Ostpazifischen Rücken wurde Nephelin gefunden.

## Verwendung
Nephelin hat nur geringe Bedeutung als Aluminium-Erz, wurde aber in der ehemaligen Sowjetunion als solches genutzt, da diese nicht über nennenswerte Lagerstätten des sonst für diesen Zweck verwendeten Bauxits verfügte.
In der Glas- und Keramischen Industrie dient Nephelin als Zusatzstoff und als Füllstoff für bestimmte Polymere. Für letzteres ist bedeutsam, dass Nephelin und gewisse Polymere (etwa Polyvinylchlorid) nahezu denselben Brechungsindex aufweisen, so dass auch bei hohem Füllstoffanteil die Transparenz des Polymers erhalten bleibt.